# Ius soli

Países por ius soli
Vigencia incondicional del ius soli
Vigencia del ius soli con modificaciones (por ejemplo, condiciones adicionales) o aplicación del ius domicili
Derogado

Ius soli (o derecho de suelo) es una expresión jurídica en latín que significa 'derecho del lugar', en virtud de la cual, una persona obtiene la nacionalidad de un país por el mero hecho de nacer en ese país. Este criterio puede ser contrario y contradictorio con el ius sanguinis (en latín, cuya traducción es 'derecho de la sangre', y que en la práctica es la nacionalidad de los familiares: el padre o la madre).
Una persona puede, de este modo, tener derecho a varias nacionalidades y hay países, como por ejemplo España, donde se reconoce el ius sanguinis y el ius soli, este último con condiciones adicionales. También es posible no tener ninguna nacionalidad (apátrida).

## Diferencia con elius sanguinis
Literalmente, el ius sanguinis es el derecho de la sangre, expresión latina que implica que la identidad nacional es algo heredado de los padres, una identidad colectiva que se transmite de generación en generación. El Ius soli, por el contrario, correspondería al derecho del suelo, lo que implica que la identidad viene determinada por el preciso lugar en el que se encuentran los progenitores de la persona en el momento de su nacimiento independientemente del origen de los mismos.
En términos generales, el ius soli predomina en países que optan por favorecer la inmigración, mientras que el ius sanguinis es preferido por aquellos países que buscan conservar cierta cohesión étnica y social.

## Países de aplicación

### América
- Argentina. Desde la Constitución de 1853 es norma el ius soli, aunque ya se aplicaba el ius soli desde mucho antes. El ius soli en Argentina incluye a todos los nacidos en suelo argentino sea este un consulado o una embajada en territorio extranjero, una nave o una aeronave de bandera argentina. En cuanto a los actuales habitantes de Malvinas y a los nacidos en las otras Islas del Atlántico Sur reivindicadas por Argentina la situación es que la Argentina les ha otorgado y les otorga automáticamente la ciudadanía a los allí nacidos, y desde 1983 el Reino Unido les otorga la ciudadanía británica por considerarlos de origen británico. Así, por ius soli siguen pudiendo gozar de todos los derechos de un ciudadano argentino ya que son considerados ciudadanos argentinos por la Argentina. Desde fines de los 1980 Argentina ha firmado convenios de doble nacionalidad con algunos estados, principalmente con Italia y en menor grado con España, por los cuales los descendientes de inmigrantes de tales países pueden acogerse al ius sanguinis, permaneciendo ciudadanos de tales países y sin perder ninguno de los derechos que tienen originalmente como ciudadanos argentinos.
- Venezuela. En la Constitución de Venezuela en su Artículo 32 enuncia: "Son venezolanos y venezolanas por nacimiento: 1. Toda persona nacida en el territorio de la República. (ius soli) 2. Toda persona nacida en territorio extranjero, hijo o hija de padre venezolano por nacimiento y madre venezolana por nacimiento. (ius sanguinis)"
- En la República del Paraguay en el artículo 146 de la Constitución Nacional habla sobre la nacionalidad natural ius sanguinis e (ius soli).

Son de nacionalidad paraguaya natural:
1. Las personas nacidas en el territorio de la República;
2. Los hijos de madre o padre paraguayo quienes, hallándose uno o ambos al servicio de la República, nazcan en el extranjero;
3. Los hijos de madre o padre paraguayo nacidos en el extranjero, cuando aquéllos se radiquen en la República en forma permanente, y
4. Los infantes de padres ignorados, recogidos en el territorio de la República.
La formalización del derecho consagrado en el inciso 3. se efectuará por simple declaración del interesado, cuando este sea mayor de dieciocho años. Si no los hubiese cumplido aún, la declaración de su representante legal tendrá validez hasta dicha edad, quedando sujeta a ratificación por el interesado.

- En El Salvador consagra este criterio, en el artículo 90 Num. 1.º de su Constitución, sin embargo, más adelante reconoce el ius sanguinis tanto así como la mixta.
- Panamá La Constitución Política de la República de Panamá consagra su Título II (Nacionalidad y Extranjería) que son panameños por nacimiento: Los nacidos en el territorio nacional. (ius soli); los hijos de padre o madre panameños por nacimiento nacidos fuera del territorio de la República, si aquellos establecen su domicilio en el territorio nacional (ius sanguinis); y los hijos de padre o madre panameños por naturalización nacidos fuera del territorio nacional, si aquellos establecen su domicilio en la República de Panamá y manifiestan su voluntad de acogerse a la nacionalidad panameña a más tardar un año después de su mayoría de edad.
- En Costa Rica, el artículo 13 de la Constitución política establece que "Son costarricenses por nacimiento: 1) El hijo de padre o madre costarricense nacido en el territorio de la República; 2) El hijo de padre o madre costarricense por nacimiento, que nazca en el extranjero, y se inscriba como tal en el Registro Civil, por la voluntad del progenitor costarricense, mientras sea menor de edad, o por la propia hasta cumplir veinticinco años; 3) El hijo de padres extranjeros nacido en Costa Rica que se inscriba como costarricense, por voluntad de cualquiera de sus progenitores mientras sea menor de edad, o por la propia hasta cumplir veinticinco años; 4)  El infante, de padres ignorados, encontrado en Costa Rica".  Se presenta una mezcla de "ius sanguinis" en los primeros dos incisos; mientras que en los dos casos siguientes se tratar de "ius soli".
- Un gran número de otros países americanos (Brasil, Canadá, Chile, Estados Unidos, Ecuador, Jamaica, México, Perú, Uruguay, Venezuela) aplican también el ius soli, originalmente como respuesta a las necesidades de población europea para colonizar el continente.

### Europa
- En Irlanda, el 1 de enero de 2005, se modificó la ley para exigir que al menos uno de los padres sea ciudadano irlandés; un ciudadano británico; un residente con derecho permanente a residir en Irlanda o en Irlanda del Norte; o un residente legal que haya residido tres de los últimos cuatro años en el país (excluyendo estudiantes y solicitantes de asilo) (consulte la ley de nacionalidad irlandesa).[2] La enmienda fue motivada por el caso de Man Chen, una mujer china residente en el Reino Unido continental que viajó a Belfast (Irlanda del Norte, parte del Reino Unido) para dar a luz a fin de beneficiarse de la legislación anterior según la cual a cualquier persona nacida en cualquier lugar de la isla de Irlanda se le concedía automáticamente la ciudadanía irlandesa. Los padres chinos utilizaron la ciudadanía irlandesa (y por lo tanto de la Unión Europea) de su hija para obtener la residencia permanente en el Reino Unido como padres de un ciudadano de la UE dependiente. Irlanda fue el último país de Europa en abolir el jus soli sin restricciones.
- En Portugal un niño nacido en territorio portugués de padres que no poseen otra nacionalidad es ciudadano portugués. Además, una persona nacida de padres extranjeros que no estaban sirviendo a sus respectivos estados en el momento del nacimiento es ciudadano portugués si la persona declara que quiere ser portugués y siempre que uno de los padres haya residido en Portugal durante al menos un año. en el momento del nacimiento.[3]
- Francia ha sido tradicionalmente el país modelo de aplicación del ius soli: introducido en 1515, otorga la nacionalidad francesa a toda persona nacida en el país al alcanzar su mayoría de edad civil, siempre y cuando haya vivido de manera duradera sobre territorio francés.[cita requerida]
- El Reino Unido también aplican el ius sanguinis. Antes de 1983, todas las personas nacidas en las islas británicas (el Reino Unido y las Dependencias de la Corona) recibían la ciudadanía británica al nacer, independientemente de la nacionalidad de sus padres. Las personas nacidas después solo reciben la ciudadanía al nacer si al menos uno de los padres es ciudadano británico o se considera que tiene un estatus establecido en el Reino Unido. Los niños nacidos en el extranjero son ciudadanos británicos por descendencia si alguno de los padres es ciudadano de otra manera que no sea por descendencia, sujeto a las regulaciones.[4]
- España utiliza el ius sanguinis, así como también el ius soli en algunos casos: hijo de padre o madre extranjero nacido también en España, menores extranjeros adoptados por españoles, hijos apátridas y filiación indeterminada (véase Inmigración en España).